# Seenotrettungsstation Glowe
Die Seenotrettungsstation Glowe ist ein Stützpunkt der Deutschen Gesellschaft zur Rettung Schiffbrüchiger (DGzRS) auf der Ostseeinsel Rügen. Die freiwilligen Seenotretter der Insel besetzen bei einem Seenotfall kurzfristig das Seenotrettungsboot (SRB), das am Wasserwanderrastplatz in Glowe an der Ostsee liegt. Direkt am Anleger steht für die Seenotretter auf dem Ponton ihr Rettungsschuppen für Arbeiten und Zusammenkünfte. Im Regelfall erfolgt die Alarmierung durch die Zentrale der DGzRS in Bremen, wo die Seenotleitung Bremen (MRCC Bremen) ständig alle Alarmierungswege für die Seenotrettung überwacht.

## Revier und Zusammenarbeit
Die Glower Seenotretter sichern die sichelartige Ostseebucht Tromper Wiek im Nordosten der Insel zwischen dem Königsstuhl im Süden und dem Kap Arkona im Norden. Dort sind Fischer und Meeresangler mit kleinen Booten unterwegs. Auf der Ostsee kann Unterstützung durch den großen Ostseekreuzer HARRO KOEBKE der Seenotrettungsstation Sassnitz erhalten werden. Mit den Rettungsschwimmern der Wasserwacht erfolgt eine enge Zusammenarbeit, die im Sommer einen 500 Meter langen Abschnitt des Sandstrands am Tromper Wiek westlich von Glowe rettungstechnisch abdecken. Für die Wasserrettung besitzen die Wachleute ein Motorrettungsboot und können mit einem Rettungscopter (Drohne) aus der Luft Hilfe bringen und die Suche unterstützen.
Der Rettungsschuppen steht auf einem Ponton, an dem das SRB festgemacht wird. Dadurch kann der 'Ankerplatz' in der Marina "Am Königshörn" leicht verändert werden. 
Bei Seenotfällen im Großen Jasmunder Bodden wird die Seenotrettungsstation Breege tätig, die mit einem schnellen Vollkunststoffboot der 8,9-m-Klasse ausgestattet ist und mit maximal 38 Knoten (circa 70 km/h) zum Einsatzort gelangt.

## Geschichte

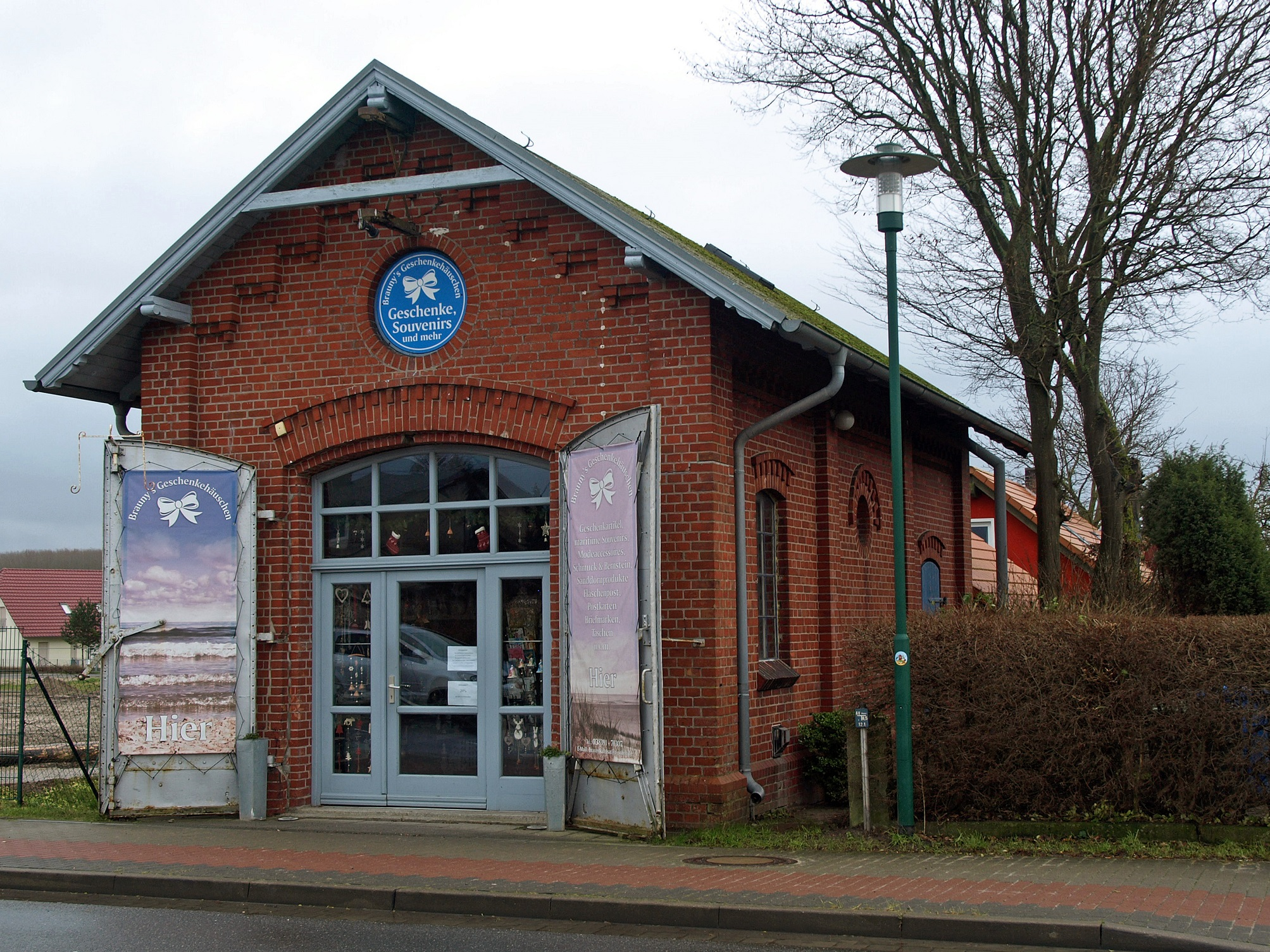
Ehemaliger Rettungsschuppen Glowe

In Glowe hatte Preußen 1855 eine seiner Staatsrettungsstationen eingerichtet. Als Rettungsgerät war ein Manby-Mörser vorhanden, mit dem Leinenverbindungen zu havarierten Schiffen hergestellt werden konnten. Nach der 1866 erfolgten Gründung des Neuvorpommersch-Rügenschen Vereins zur Rettung Schiffbrüchiger übernahm dieser alle staatliche Stationen im Regierungsbezirk Stralsund. Mit dem Beitritt des Vereins wurde Glowe ab 1868 eine DGzRS-Station, die 1876 mit einem Raketenapparat ausgestattet wurde. Dieser war in dem heute noch existierenden Rettungsschuppen an der Hauptstr. 68 (Lagekarte) untergebracht.
Die Station Glowe ist noch auf einer Karte der DGzRS von 1902 über die Rettungsstationen an der deutschen Küste verzeichnet. Jedoch im Verzeichnis der Bootsstationen der DGzRS von 1913 ist sie nicht gelistet. Auch nach dem Zweiten Weltkrieg wurde durch den Seenotrettungsdienst der DDR keine Station in Glowe betrieben.
Mit dem Bau des Hafens in Glowe eröffnete die DGzRS am 3. Oktober 2000 wieder eine Station am alten Ort und verlegte dazu die SIEGFRIED BOYSEN, ein 1972 gebautes SRB der 12-Meter-Klasse, in den Hafen. Das Boot hatte vorher 27 Jahre auf der Seenotrettungsstation Neuharlingersiel im Rettungsdienst gestanden. Nach fünf Jahren wurde das Boot ausgemustert und am 11. Oktober 2005 durch den Neubau SRB 61 der 10,1-Meter-Klasse ersetzt, der auf den Namen KURT HOFFMANN getauft wurde. Dabei wurde der heutige Ponton mit Rettungsschuppen als neuer Anleger hinzugefügt.

## Historische Stationen in der Umgebung
In der Umgebung von Glowe existierten früher zwei weitere Rettungsstationen beim „Neuvorpommerschen“ Bezirksverein der DGzRS. Rund 12 Kilometer nördlich war die Station Putgarten (Lagekarte) am Kap Arkona, deren Boot im Fischerhafen Vitt eingesetzt wurde. Der ehemalige Rettungsschuppen von 1866 steht heute noch und wird von der Freiwilligen Feuerwehr genutzt.
Die zweite Station war in Lohme, zehn Kilometer östlich von Glowe auf der Halbinsel Jasmund. Die 1874 eingerichtete Station an der Steilküste der Tromper Wiek hatte kein Boot, sondern nur einen Raketenapparat. Zusammen mit Glowe waren sie einzigen Stationen an der Ostsee, die keine Doppel-Stationen mit Boot und Raketen waren.

## Historie der motorisierten Rettungseinheiten

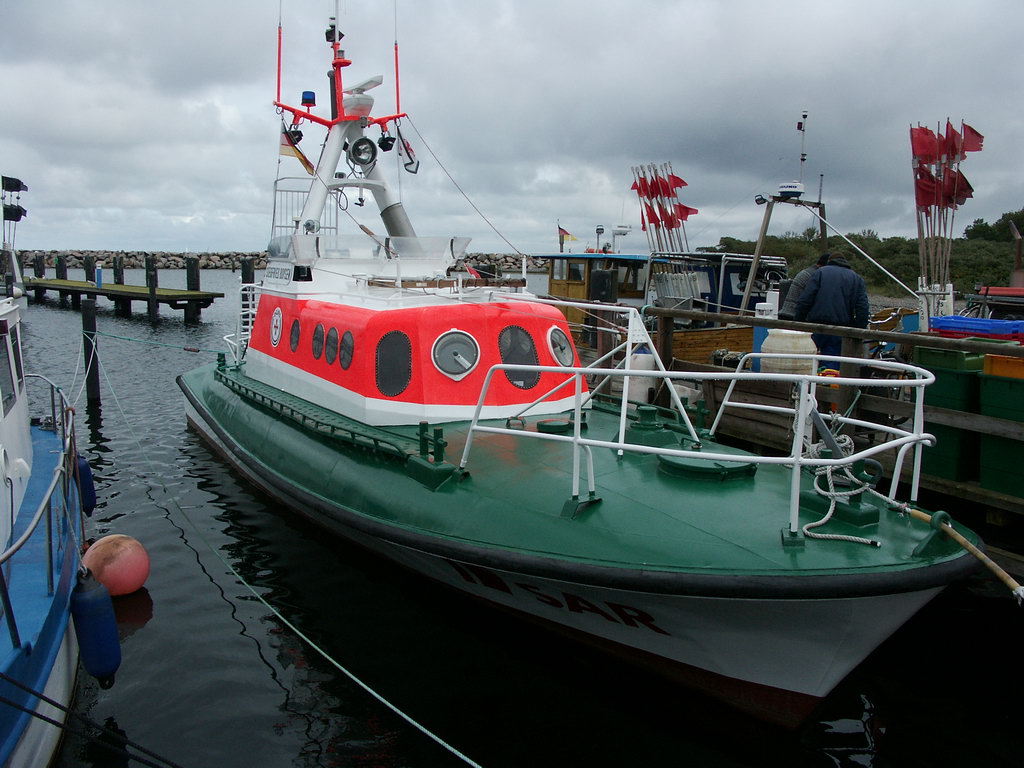
Seenotrettungsboot SIEGFRIED BOYSEN am Anleger Glowe

| Stationierung von Seenotrettungsbooten |                  |          |                   |                            |         |                      |                              |
| Zeitraum                               | Schiffsname      | Reg.-Nr. | Länge oder Klasse | Anz. Motoren ges. Leistung | Geschw. | vorige Station       | Verlegung nach oder Verbleib |
| 2000 → 2005                            | SIEGFRIED BOYSEN | KRST 1   | 12-m-Klasse       | 1 → 240 PS                 | 17,0 kn | von Neuharlingersiel | ausgemustert                 |
| seit 2005                              | KURT HOFFMANN    | SRB 61   | 10,1-m-Klasse     | 1 → 380 PS                 | 18,0 kn | Neubau               | auf Station                  |